# الغزو الألماني للمجر (1063)
حدث الغزو الألماني للمجر في أغسطس-سبتمبر 1063، متدخلًا في نزاع السلالات الحاكمة في مملكة المجر. قرر شلمان، بمساعدة صهره هنري الرابع ملك ألمانيا، العودة إلى المجر من أجل استعادة العرش المجري ضد عمه المغتصب بيلا الأول. قبل ذلك، رفض هنري الرابع مقترحات بيلا لإبرام معاهدة سلام مع الإمبراطورية الرومانية المقدسة. غزت القوات الألمانية المجر في أغسطس 1063. مات بيلا في حادث غير متوقع ودخل الجيش الألماني سيكشفهيرفار. نصب هنري شلمان على العرش.

## خلفية
بعد أن أمضى خمسة عشر عامًا في المنفى، اعتلى أندرو الأول العرش المجري خلال ثورة وثنية ضخمة عام 1046، وهزم بيتر أورسيولو، أحد أتباع الملك هنري الثالث ملك ألمانيا. سرعان ما انفصل أندرو عن مؤيديه الوثنيين وأعاد المسيحية، وأعلن أن الطقوس الوثنية غير قانونية. طلب من شقيقه الأصغر بيلا العودة إلى المجر في عام 1048، ومنحه ثلث المملكة، مع لقب دوق. تعاون الشقيقان تعاونًا وثيقًا في السنوات اللاحقة، ونجحا في منع غارات وغزوات الإمبراطورية الرومانية المقدسة على طول الحدود الغربية في أوائل الخمسينيات من القرن الحادي عشر.
ولد شلمان بن أندرو عام 1053. تدهورت العلاقة الطيبة بين الشقيقين بعد أن توج الملك أندرو الطفل شلمان ملكًا في عام 1057 أو 1058. كان التتويج نتيجة مفاوضات السلام مع الإمبراطورية الرومانية المقدسة، لأن الألمان لم يذعنوا للزواج بين شلمان وجوديث -الأخت القاصر لهنري الرابع- حتى أعلِن حق شلمان في خلافة والده وتأكيدها علنًا. وفقًا لحوليات التاهينس، تغيب بيلا وابنه الأكبر جيزا عن الجلسة في سبتمبر 1058، فقد كانت خطبة جوديث وشلمان. بعد ذلك، صمم أندرو على تأمين العرش لابنه. يروي التاريخ المصور أن أندرو دعا بيلا إلى قصره في فاركوني، حيث عرض الملك على أخيه حرية الاختيار بين التاج والسيف (اللذان كانا رمزين للسلطة الملكية والدوقية، على التوالي). ومع ذلك، فقد أمر بقتل بيلا إذا اختار التاج. بعد أن أبلغه أحد أنصاره في البلاط الملكي بخطة أخيه السرية، اختار بيلا السيف. جادل العديد من المؤرخين بأن النص المتعلق بالاجتماع في فاركوني نشأ في القرن الثاني عشر، كنوع من التبرير الرجعي لاغتصاب بيلا العنيف للعرش. سرعان ما غادر بيلا إلى بولندا مع أنصاره؛ طلب مساعدة دوق بوليسلوس ذا بولد وعاد مع التعزيزات البولندية. انتصر بيلا في الحرب الأهلية التي تلت ذلك، والتي أصيب خلالها أندرو بجروح قاتلة في معركة في خريف عام 1060. توج بيلا الأول ملكًا في 6 ديسمبر 1060، بينما هرب الطفل شلمان وأمه إلى الإمبراطورية الرومانية المقدسة، واستقروا في حصن ميلك. في أوائل عام 1061، سافر أناستازيا إلى ريغنسبورغ وطلب المساعدة من هنري الرابع وبلاطه الألماني لاستعادة العرش المجري لابنه القاصر.
حاول بيلا إبرام معاهدة سلام مع الإمبراطورية الرومانية المقدسة. لهذا الغرض، بعد فترة وجيزة من تتويجه، أطلق سراح جميع القادة الألمان -مثل: وليام، مارغريف ميسن- الذين ساعدوا أندرو خلال الحرب الأهلية. ومع ذلك، رفض مستشارو العاهل الألماني الشاب عروض بيلا. تمكن المغتصب من الاحتفاظ بعرشه لمدة ثلاث سنوات، لمجرد أن انتباه المستشارين الإمبراطوريين تحت وصاية الملكة الأرملة أغنيس من بواتو انجذب إلى أحداث السياسة الخارجية الإيطالية (الإصلاح الانتخابي للبابا نيكولاس الثاني). في مطلع عامي 1062 و1063، تولى الأسقف أنو من كولونيا ثم أدالبرت من بريمن منصب الوصي. في صيف عام 1063، قرر تجمع الأمراء الألمان في ماينتس شن حملة عسكرية ضد المجر لتنصيب شلمان الشاب على العرش. تروي حوليات التاهينس أن بيلا عرض أن يأخذ الألمان ابنه ووريثه جيزا رهينة عندما أبلِغ بالغزو المخطط له.